# Culture (reggaeband)

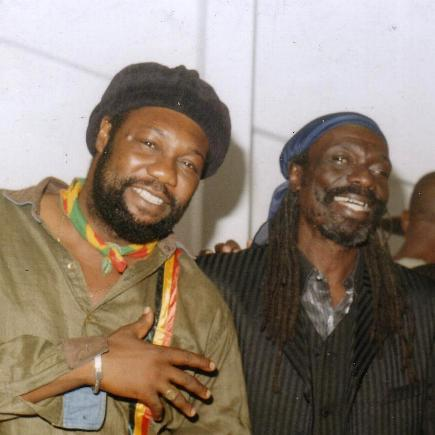
Joseph Hill (rechts) van Culture

Culture was een Jamaicaanse reggaeband gevormd in 1976. In die tijd was de naam nog African Disciples.
Tijdens een Europese tour in 2006, overleed zanger en gezicht van de band Joseph Hill plotseling in Berlijn.
Culture meest bekende hits zijn The International Herb, Jah Rastafari (beiden 1979) en Holy Mount Zion (1978), naast de wereldhit Two Sevens Clash.

## Bandleden
- Joseph Hill (lead vocals)
- Albert Walker (backing vocals)
- Kenneth Dayes (backing vocals)

## Discografie
- Two Sevens Clash (1977)
- Baldhead Bridge (1978)
- Africa Stand Alone (1978)
- Harder Than the Rest produced by Sonia Pottinger (1978)
- Culture in Dub: 15 Dub Shots (1978)
- Cumbolo produced by Sonia Pottinger (1979)
- International Herb produced by Sonia Pottinger (1979)
- More Culture (1981)
- Lion Rock (1982)
- Culture at Work (1986)
- Culture in Culture (1986)
- Nuff Crisis (1988)
- Good Things (1989)
- Three Sides to My Story (1991)
- Wings of a Dove (1992)
- Trod On produced by Sonia Pottinger (1993)
- One Stone (1996)
- Stoned (Ras, 1997)
- Trust Me (1997)
- Cultural Livity: Culture Live '98 (Live) (1998)
- Payday (2000)
- Humble African (2000)
- Scientist Dubs Culture into a Parallel Universe (2000)
- Live in Africa (2002)
- Live in Negril (2003)
- World Peace Rounder (2003)